# Karakelong-Kielralle
Die Karakelong-Kielralle (Amaurornis magnirostris), auch als Talaudkielralle bezeichnet, ist eine wenig erforschte Rallenart aus der Gattung der Kielrallen (Amaurornis), die auf Karakelong in den nördlich von Sulawesi gelegenen Talaudinseln endemisch ist.

## Merkmale
Die Karakelong-Kielralle erreicht eine Länge von ungefähr 30,5 cm und ein Gewicht von 250 g. Sie ist eine große, dunkle, robuste und großköpfige Kielralle mit einem deutlich kräftigen Schnabel. Der Kopf und die Oberseite sind dunkelbraun. Die Unterseite ist deutlich dunkelgrau, abgesehen von den brauneren Flanken und Oberschenkeln (die mehr wie die Oberseite gefärbt sind). Die Iris ist leuchtend rot, der Schnabel ist hellgrün, die Beine sind gelb und vorne hauptsächlich dunkel olivbraun. Von anderen Kielrallen unterscheidet sich die Karakelong-Kielralle durch eine vollkommen dunkle Unterseite und die fehlenden hellen Unterschwanzdecken. Auch der Kopf ist verhältnismäßig größer, der Schnabel breiter und der Schnabelrücken deutlich gebogen. Die Geschlechter ähneln sich vermutlich. Die juvenilen Vögel sind bisher unbeschrieben.

## Lautäußerungen
Der einzige bekannte Ruf dieser Art ist eine monotone Reihe von sehr lauten froschähnlichen Tönen, die sich wie tiefes Gebell anhören.

## Lebensraum und Lebensweise
Die Karakelong-Kielralle bewohnt Wälder, einschließlich Primär- und Sekundärwälder sowie Waldreste auch mit niedriger Dichte. Sie ist in üppiger Vegetation, Gestrüpp und verwilderten Plantagen bis zu 3 km vom Waldrand entfernt in Höhenlagen bis ungefähr 300 m zu beobachten. Sie toleriert einige Lebensraumveränderungen, die genauen Lebensraumansprüche sind jedoch nicht bekannt. Die Art kommt sympatrisch mit der Rotsteiß-Kielralle (Amaurornis moluccana) vor. Über die Lebensweise ist nichts bekannt.

## Status
BirdLife International klassifiziert die Art in die Kategorie „gefährdet“ (vulnerable) und schätzt den Bestand auf ungefähr 2350 bis 9560 Exemplare. Die Bestandszahlen sind rückläufig, vor allem durch den Verlust und die Degradierung der Wälder. Es scheint, dass sie derzeit auf Karakelong, die Hauptinsel des Talaudarchipels, beschränkt ist. Ob sie auch auf den kleineren Nachbarinseln vorkommt, ist nicht bekannt. Die Inselbewohner fangen die Rallen und nutzen sie als Nahrungsquelle. Diese Praxis wird jedoch hauptsächlich außerhalb der Wälder durchgeführt. Auch Plünderungen durch Ratten stellen einen Gefährdungsgrund dar.